# Hôtel Palace
L’hôtel Palace (finnois : Palacen talo) ou Centre industriel (finnois : Teollisuuskeskus) est un bâtiment du centre d'Helsinki en Finlande.

## Présentation
Le bâtiment est un ancien hôtel situé au 10, rue Eteläranta.
De nos jours le bâtiment est le siège de la Confédération des industries finlandaises.

## Galerie

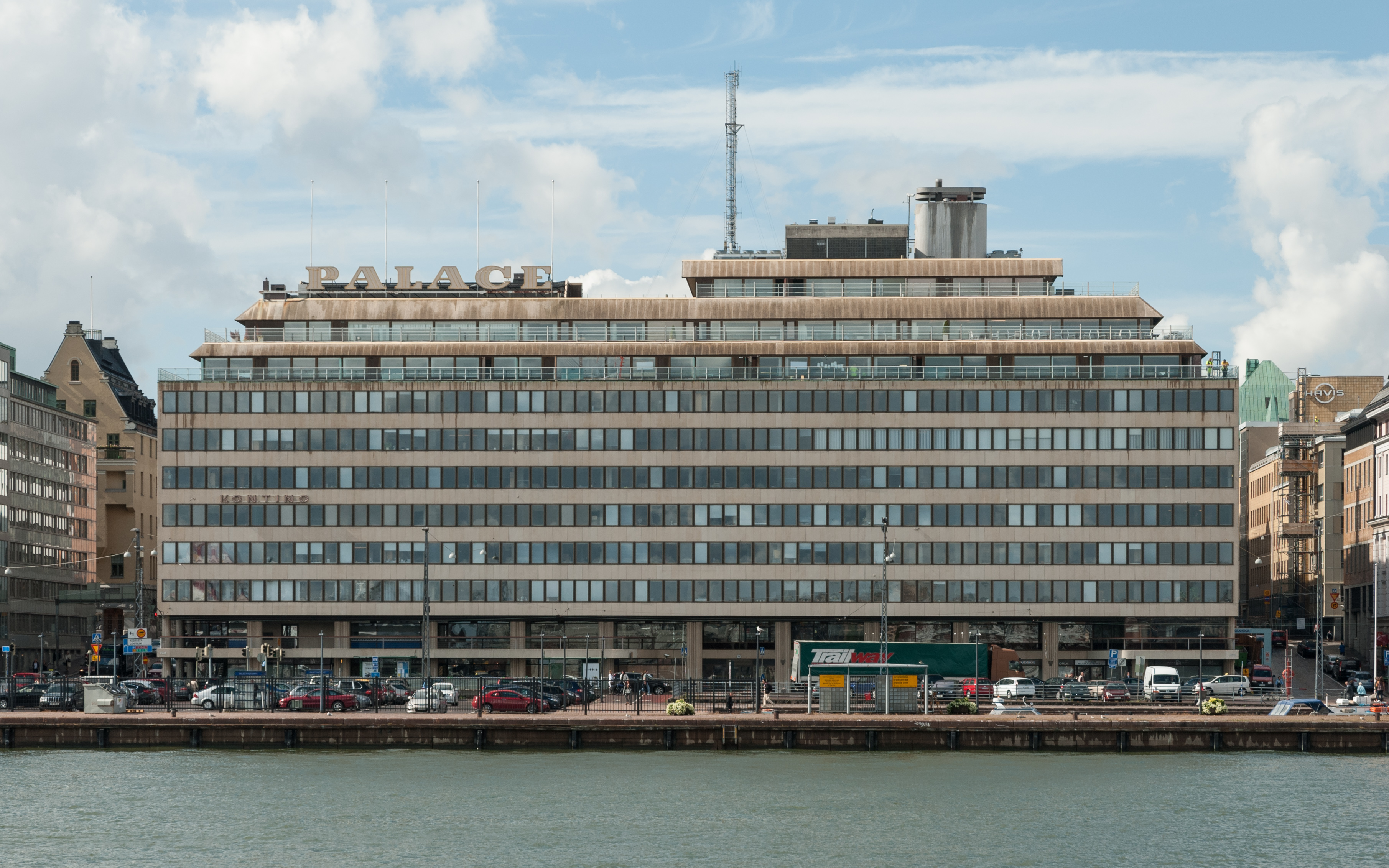
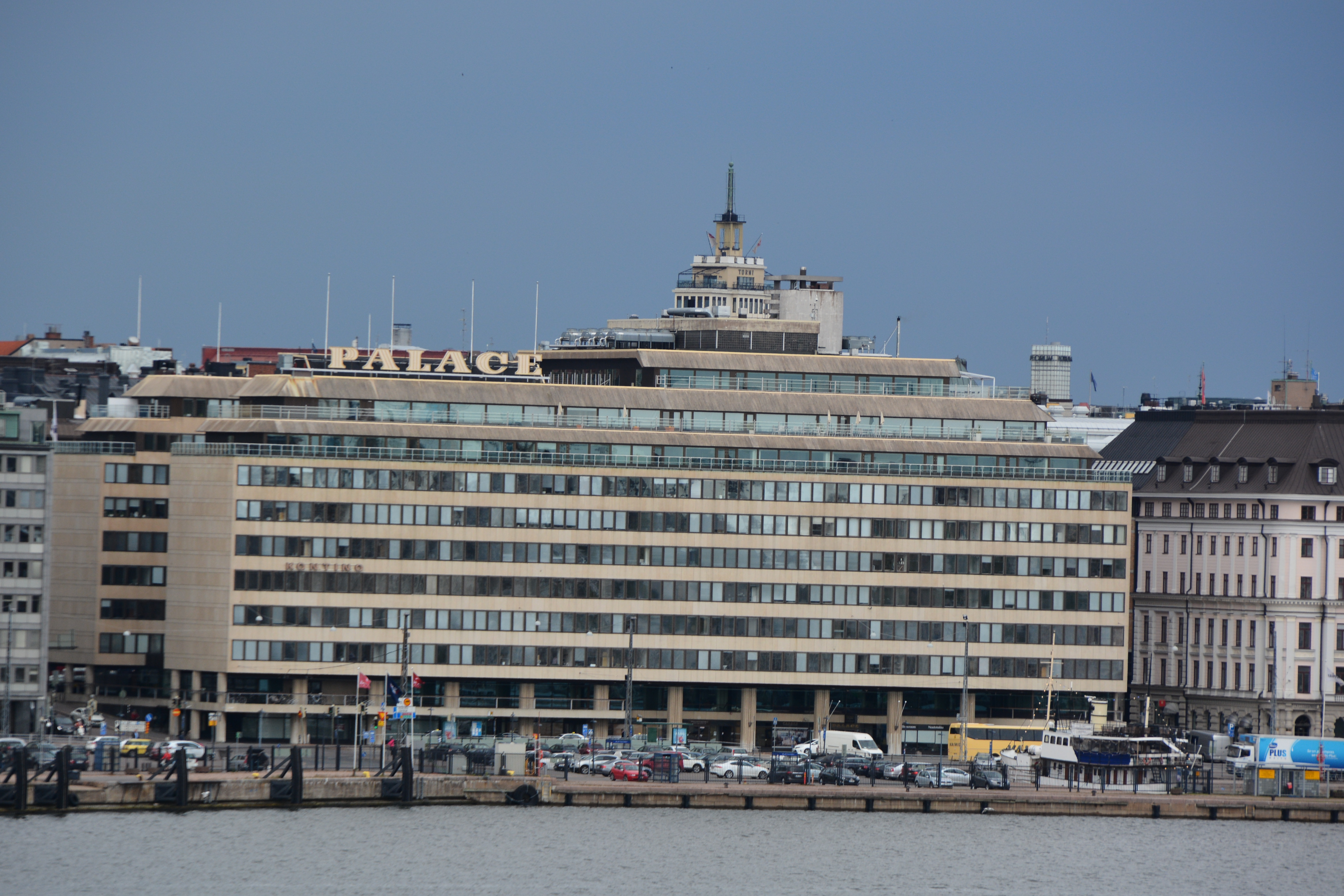
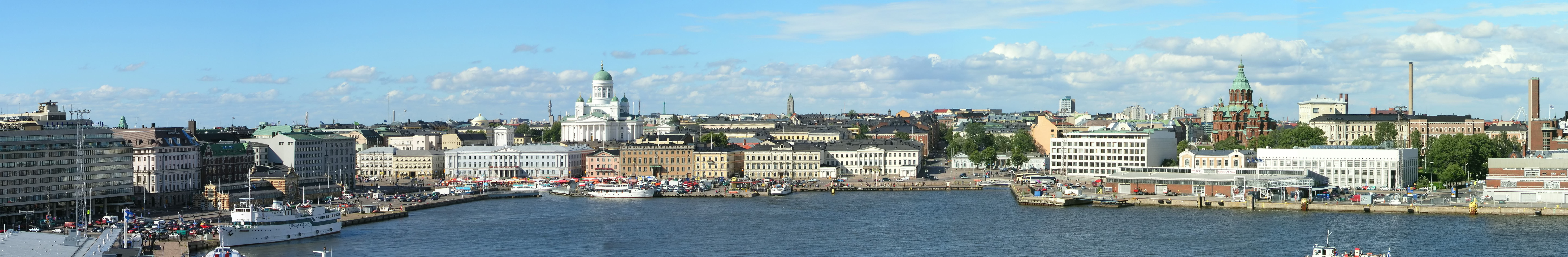